# Atlético Clube do Cacém
O Atlético Clube do Cacém é um clube português localizado na cidade de Agualva-Cacém, concelho de Sintra, distrito de Lisboa. O clube foi fundado em 1941 e o seu atual presidente é João Souto Nogueira. Atualmente a equipa de seniores de futebol participa na 1.ª Divisão da AF Lisboa.

## História
Fundado no dia 28 de Julho de 1941, com o nome de Clube Atlético do Cacém tendo como seus fundadores os sócios, Joaquim Esteves, Aníbal Vieira, José de Oliveira, Amadeu dos Santos e Fernando Alves.
Por iniciativa de alguns Associados na década de 50 passou a designar-se pelo nome que ainda hoje usa, conforme Diário do Governo n º. 266 2ª Série de 15.11.1950.
Possuidor de um amplo Parque Desportivo, que engloba quatro campos de futebol, sendo um de relva natural com bancada coberta para a pratica de futebol 11, outro de relva sintética com bancada coberta para a pratica de futebol 11 e 7, outro campo de relva sintética para a prática de futebol 5, por último um campo pelado para a prática de futebol de 11 e 7.
No Parque Desportivo existe um Jardim de Infância, com crianças dos 2 aos 12 anos de idade, inaugurado no ano de 2005, com capacidade para oitenta crianças.
Também no ano de 2005, foi inaugurado no Parque Desportivo um Restaurante Cervejaria com capacidade para sessenta pessoas, um espaço de grande dignidade e qualidade, tendo como grande objetivo a promoção do convívio entre Sócios e simpatizantes do Clube.
Foi também, inaugurado no Parque Desportivo, no já passado dia 03 de Novembro de 2005 um Ginásio Fitness que serve não só os atletas, bem como a população da Cidade. O Ginásio Fitness tem capacidade para 60 atletas hora, promovendo a prática de diversas atividades, a exemplo (Kickboxing, Muay Thai, Full Contact, Jiu-Jitsu Defesa Pessoal Cardio-Fitness, Musculação, Body Combat, Aeróbia, Dança Jazz. Karaté, Massagem, Fisioterapia).
Na época de 2007/08, a equipa de seniores de futebol participa no campeonato nacional da 3ª divisão, série E.
Desde a temporada de 2018/19 conta com equipas de Andebol masculinos e femininas.

## Histórico em Futebol
|                   | Nº Presenças | Títulos |
| ----------------- | ------------ | ------- |
| Temporadas na 1ª  | 0            |         |
| Temporadas na 2ª  | 0            |         |
| Temporadas na 2ªB | 0            |         |
| Temporadas na 3ª  | 10           |         |
| Taça de Portugal  | 18           | 0       |
| Taça da Liga      | 0            |         |

## Estádio
A equipa realiza os seus jogos em casa no Campo Joaquim Vieira.

## Marca do equipamento e patrocínio
A equipa de futebol utiliza equipamento da marca Macron e tem o patrocínio de Aires Fernandes de Almeida e Rui dos Pregos.